# Polygonella parksii
Polygonella parksii Cory – gatunek rośliny z rodziny rdestowatych (Polygonaceae Juss.). Występuje naturalnie w południowych Stanach Zjednoczonych – w Teksasie. 

## Morfologia
PokrójRoślina jednoroczna dorastająca do 55–150 cm wysokości.
LiścieIch blaszka liściowa jest siedząca i ma równowąski kształt. Mierzy 4–10 mm długości oraz 1 mm szerokości, jest o tępym wierzchołku. Gatka jest orzęsiona.
KwiatyObupłciowe lub funkcjonalnie jednopłciowe, zebrane w grona o długości 2–6 mm, rozwijają się na szczytach pędów. Listki okwiatu mają kształt od eliptycznego do owalnego i białą barwę, mierzą 1–2 mm długości.
OwoceTrójboczne niełupki osiągające 2 mm długości.

## Biologia i ekologia
Rośnie na nieużytkach oraz w widnych lasach, na terenach nizinnych. Kwitnie od lipca do października. 

## Ochrona
Polygonella parksii na status gatunku zagrożonego.